# Feröeriek
A feröeriek egy kis, viking és kelta eredetű népcsoport Észak-Európában. Legtöbben Feröeren, Dániában, Norvégiában és Izlandon élnek.
A feröeri nyelv az északi germán nyelvek közé tartozik. Leginkább az izlandival, valamint kissé távolabbról egyes nyugati norvég dialektusokkal áll rokonságban.
Feröert először Skóciából származó telepesek népesítették be, majd a 9. században vikingek érkeztek Dánia területéről. A feröeri férfiak átlagtermete hasonló a dánokéhoz: 169–170 cm körüli. A fej közepesen hosszú. Az állkapocs erőteljesen fejlett, hasonló az Izlandon élő norvégokéhoz.
Genetikai kutatások érdekes aszimmetriát mutatnak a feröeri telepesek származásában. Az egész észak-atlanti régióban itt a legnagyobb az eltérés a nemek eredete között: a női telepesek között jóval nagyobb a brit származásúak aránya (a skandináv eredettel szemben), mint a férfiak esetében.